# Odonturoides insolitus
Odonturoides insolitus är en insektsart som beskrevs av David R. Ragge 1980. Odonturoides insolitus ingår i släktet Odonturoides och familjen vårtbitare. Inga underarter finns listade i Catalogue of Life.